# Amerant Bank Arena
El Amerant Bank Arena (antes conocido como BB&T Center, BankAtlantic Center, Broward County Civic Arena, National Car Rental Center y Office Depot Center) es un pabellón deportivo localizado en Sunrise, Florida, un suburbio de Fort Lauderdale, Florida, y al lado del popular centro comercial Sawgrass.
El estadio es directamente accesible desde Sawgrass Expressway hacia el norte en la salida de Pat Salerno Drive, y en ambas direcciones de Oakland Park Boulevard y Sunrise Boulevard. Tiene capacidad para 20,737 espectadores en su configuración de baloncesto. El estadio cuenta con 70 suites.
El estadio funge como sede de los Florida Panthers de la National Hockey League, Miami Caliente de Lingerie Football League y fue de Florida Pit Bulls de American Basketball Association cuando existían.
El estadio se terminó en 1998, a un costo de US$ 185 millones, casi en su totalidad con financiación pública.